# Ablation (Physik)
Ablation bezeichnet in der Physik das Abtragen von Material durch Aufheizung, etwa durch einen Laser oder durch atmosphärische Reibung.

## Methoden

### Laserablation
Bei der Laser-Ablation wird auf einem zu untersuchenden Körper durch einen Laser die Oberfläche so stark erhitzt, dass ein Plasma entsteht. Die Methode kann zur Bearbeitung von Materialien, zum Erzeugen dünner Schichten (Pulsed Laser Deposition) und zur Werkstoffanalytik genutzt werden.

### Fokussierte Ionenstrahlen
Ablation mit fokussierten Ionenstrahlen (englisch focused ion beams, abgekürzt FIB) wird verwendet, um durch serielle substraktive Lithographie microskalige Bauteile herzustellen, elektronentransparente Ultradünnschnitte für die Transmissionselektronenmikroskopie herzustellen und Probenoberflächen für Materialanalytik freizupräparieren. In letzterem Fall kann Ablation mit fokussierten Ionenstrahlen durch sukzessives Abtragen dünner Probenschichten auch für tomographische Untersuchungen eingesetzt werden.

## Anwendungsbereiche

### Raumfahrt
In der Raumfahrt wird die Ablation von Teilen des Hitzeschutzsystems beim Wiedereintritt eines Raumschiffs in die Atmosphäre genutzt.  Der Hauptmechanismus dieses Hitzeschutzes besteht in der Isolationswirkung der durch Pyrolyse entstehenden kühleren Grenzschicht gegenüber dem durch adiabatische Kompression entstandenen Plasma. Die dabei durch Sublimation und endogene Reaktionsenthalpie aufgebrauchten Wärmemengen tragen vergleichsweise gering zum Hitzeschutz bei. Bei den Landekapseln der Apollo- und Sojus-Raumschiffe fand bzw. findet der ablative Hitzeschutz Verwendung.

### Brandschutz
Ablativ wirkende Stoffe werden regelmäßig im vorbeugenden baulichen Brandschutz eingesetzt. In der Regel gilt es, den Wärmedurchgang zu verzögern. Bei vielen Brandhemmern stellt chemisch gebundenes Wasser die thermische Bremse dar, weil das Wasser bekanntlich einen Siedepunkt von 100 °C hat. Die Wärmeenergie, die zur Abspaltung des Wassers aufgewendet werden muss, wird dabei dem Brand entzogen. Sobald das Wasser verbraucht ist, steigt die Temperatur der dem Brand abgewandten Seite an. Die Zeitspanne, die verstreicht, bis eine kritische Temperaturerhöhung erreicht ist, hat großen Einfluss auf den Feuerwiderstand eines Bauteils, welches mit einem ablativen Material bekleidet ist.
Andere ablative Brandschutzmaterialien beinhalten auch geschäumte Silikone, welche allerdings keine Hydrate enthalten, sondern mehr zur Brandlast beitragen und daher in Deutschland, z. B. als Abschottungsmaterial, keine Zulassung des Deutschen Instituts für Bautechnik erlangt haben. In Fällen von ablativen Materialien, die keine kühlenden Hydrate beinhalten, besteht die ablative Brandschutzwirkung aus der Zeitspanne, bis das Material durch die Feuereinwirkung aufgebraucht ist. Letzteres ist in Deutschland unüblich und hauptsächlich, aber nicht ausschließlich, im Kernkraftwerksbereich von Nordamerika im Gebrauch, wo keine Zulassungspflicht für passiven Brandschutz besteht, wie sie im normalen Bausektor generell üblich ist.